# Розьер, Эжен де
Эже́н де Розье́р (фр. Eugène de Rozière; 3 мая 1820 года, Париж — 18 июня 1896 года, там же) — французский архивист, историк права и политик; был сенатором и генеральным инспектором департаментских архивов. Дед по матери драматурга де Фле́ра.
Выпускник школы хартий, преподаватель истории права там же, а затем в Коллеж де Франс. Сенатор с 1879 года и до самой смерти.

## Творчество
Главный его труд «Recueil général des formules usitées dans l’empire des Francs du V au X siècle» (1859—71) считается образцовым, наряду с аналогичным изданием Цеймера в «Monumenta Germaniae».
Другие труды:
- «Histoire de Chypre» (1842),
- «De l’histoire du droit en général et du grand coutumier de Normandie» (1867),
- «Dissertations sur l’histoire et le droit ecclésiastique» (1869),
- «Liber diurnus» (1869 — сборник формул, употреблявшихся папской канцелярией с V по XI вв.).